# دیوید اف. سندبرگ
دیوید اف. سندبرگ (سوئدی: David F. Sandberg؛ زادهٔ ۲۳ دسامبر ۱۹۸۵) یک فیلم‌ساز اهل سوئد است. او به خاطر کارگردانی فیلم ترسناک و کوتاه در تاریکی در سال ۲۰۱۳ به شهرت رسید و فیلم بلند در تاریکی را در سال ۲۰۱۶ نیز ساخت. او هم‌چنین کارگردان فیلم آنابل: آفرینش و فیلم ابر قهرمانی شزم! می‌باشد.